# Pugny
Pugny és un municipi francès situat al departament de Deux-Sèvres i a la regió de la Nova Aquitània. L'any 2007 tenia 240 habitants.

## Demografia

### Població
El 2007 la població de fet de Pugny era de 240 persones. Hi havia 93 famílies de les quals 21 eren unipersonals (4 homes vivint sols i 17 dones vivint soles), 38 parelles sense fills, 30 parelles amb fills i 4 famílies monoparentals amb fills.
La població ha evolucionat segons el següent gràfic:
Habitants censats

### Habitatges
El 2007 hi havia 109 habitatges, 92 eren l'habitatge principal de la família, 9 eren segones residències i 7 estaven desocupats. 108 eren cases i 1 era un apartament. Dels 92 habitatges principals, 80 estaven ocupats pels seus propietaris i 12 estaven llogats i ocupats pels llogaters; 1 tenia una cambra, 4 en tenien dues, 6 en tenien tres, 17 en tenien quatre i 63 en tenien cinc o més. 74 habitatges disposaven pel capbaix d'una plaça de pàrquing. A 49 habitatges hi havia un automòbil i a 40 n'hi havia dos o més.

## Economia
El 2007 la població en edat de treballar era de 141 persones, 110 eren actives i 31 eren inactives. De les 110 persones actives 96 estaven ocupades (56 homes i 40 dones) i 13 estaven aturades (5 homes i 8 dones). De les 31 persones inactives 18 estaven jubilades, 5 estaven estudiant i 8 estaven classificades com a «altres inactius».

### Ingressos
El 2009 a Pugny hi havia 98 unitats fiscals que integraven 247 persones, la mediana anual d'ingressos fiscals per persona era de 15.462 €.

### Activitats econòmiques
Dels 8 establiments que hi havia el 2007, 3 eren d'empreses de construcció, 1 d'una empresa de transport, 1 d'una empresa immobiliària i 3 d'empreses de serveis.
Dels 3 establiments de servei als particulars que hi havia el 2009, 1 era un paleta, 1 fusteria i 1 lampisteria.
L'any 2000 a Pugny hi havia 13 explotacions agrícoles.

## Poblacions més properes
El següent diagrama mostra les poblacions més properes.